# Rochefort (Saboia)
Rochefort é uma comuna francesa na região administrativa de Auvérnia-Ródano-Alpes, no departamento de Saboia. Estende-se por uma área de 5,6 km². Em 2010 a comuna tinha 244 habitantes (densidade: 43,6 hab./km²).